# 남양주 내원암 괘불도
남양주 내원암 괘불도(南楊 州內院 庵掛佛圖)는 대한민국 경기도 남양주시 별내면 내원암에 있는 불화이다. 2004년 11월 29일 경기도의 유형문화재 제197호로 지정되었다.

## 개요
내원암은 별내면 청학리 수락산의 미륵봉 서쪽에 위치하고 있으며 별내면 청학리에 있는 봉선사의 말사이다. 이 곳 전각에 봉안한 불화들은 대개 해방 이후에 제작, 봉안된 것이나 괘불만은 19세기 경기·경상도에서 활발하게 활동하던 화사들의 작품으로 19세기 경기지방, 특히 남양주권 불화의 지역성과 19세기 불화의 양식적인 면을 살필 수 있는 새로운 자료라고 할 수 있다.
내원암의 괘불은 1885년에 조성된 것으로, 구도는 대담하고 간략하며 크게 마름모꼴을 이루는 특이한 인물 배치를 보이고 있다. 즉, 전법륜인을 한 석가모니불이 상단에 원형 두광과 키형 신광을 지고, 가슴 아래 부분에는 백의관음이 묘사되어 있다. 관음은 원형 두신광을 지고 있는데, 머리에는 보관 중앙에 화불을 모시고 양손은 모아 수병을 감싼 채 가부좌를 하고있다. 이처럼 상하를 가르는 석가모니불과 백의관음 양 옆에는 아난·가섭 두 불제자가 합장을 하고 서 있다.
화사는 만파정탁(萬波定濯), 동호진철(東昊震徹), 학허석운(鶴虛石雲), 석암두열(石庵斗列) 비구 봉안(奉安), 작품(作品), 인형(仁亨), 현조(玄照), 종현(宗現), 묘흡(竗洽), 혜조(慧照), 운제(運齊) 등이다.

## 참고 문헌
- 남양주내원암괘불도 - 국가유산청 국가유산포털